# Brady (Texas)
Brady es una ciudad ubicada en el condado de McCulloch en el estado estadounidense de Texas. En el Censo de 2010 tenía una población de 5.528 habitantes y una densidad poblacional de 183,55 personas por km².

## Geografía
Brady se encuentra ubicada en las coordenadas 31°7′44″N 99°23′49″O / 31.12889, -99.39694. Según la Oficina del Censo de los Estados Unidos, Brady tiene una superficie total de 30.12 km², de la cual 23.26 km² corresponden a tierra firme y (22.78%) 6.86 km² es agua.

## Demografía
Según el censo de 2010, había 5.528 personas residiendo en Brady. La densidad de población era de 183,55 hab./km². De los 5.528 habitantes, Brady estaba compuesto por el 81.08% blancos, el 2.64% eran afroamericanos, el 0.67% eran amerindios, el 0.43% eran asiáticos, el 0% eran isleños del Pacífico, el 12.95% eran de otras razas y el 2.23% pertenecían a dos o más razas. Del total de la población el 36.69% eran hispanos o latinos de cualquier raza.